# Walter de Milemete

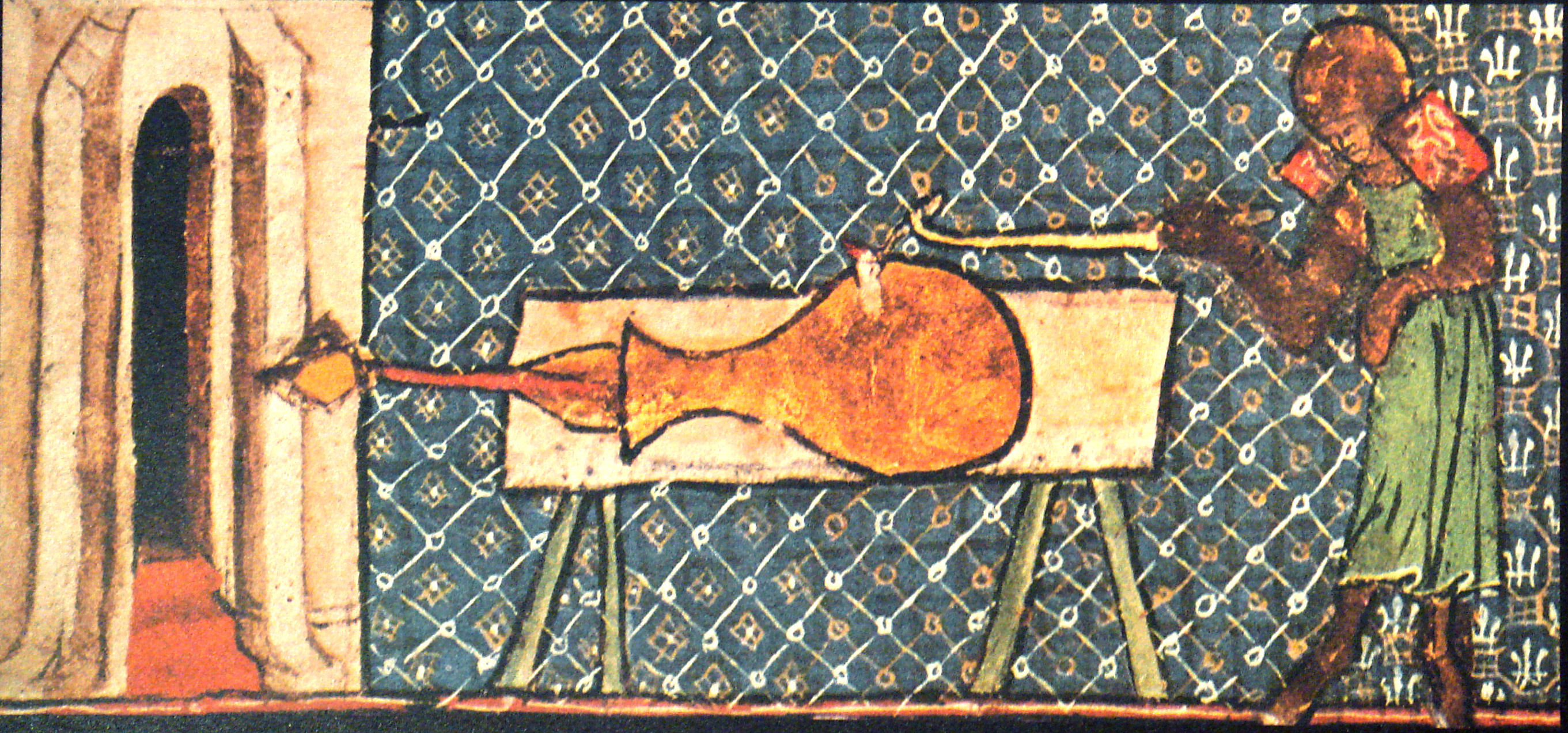
Erste Abbildung einer Kanone in Milemetes Werk

Walter de Milemete, auch Millemete, war ein englischer Gemeindepfarrer und Wissenschaftler in der Grafschaft Cornwall. Er lebte zu Beginn des 14. Jahrhunderts.

## Werk
De Milemete fertigte die für Kronprinz Eduard, später König Eduard III. von England (1327–1377) bestimmte Handschrift De Nobilitatibus, Sapientiis, et Prudentiiis Regum („Über Ruhm, Weisheit und Bildung der Könige“) an. Diese und eine weitere Handschrift De secretis secretorum Aristotilis, sind aufgrund der ältesten bekannten Darstellungen von Kanonen (Pfeilbüchsen) aus Europa von besonderer Bedeutung. Sie zeigten Geschütze in Form dickbauchiger, enghalsiger Vasen, die auf vierbeinigen Holzgestellen (Lafetten) lagern, einen Büchsenpfeil als Munition geladen haben, der am unteren Ende kugelförmig ist, und gezündet werden mit einer glühenden Stange (abgebildet ist ein Mann in Rüstung, der die Stange an die Pfeilbüchse hält). Mit der Büchse wollte man offensichtlich ein Tor sprengen. Beide Handschriften entstanden etwa um 1326. Die dargestellten Geschütze weisen Ähnlichkeiten mit einem erhaltenen Geschützrohr, der sogenannten Loshult-Büchse, aus dem Bestand des Staatlichen historischen Museums in Stockholm auf.
Erste Hinweise auf das Manuskript veröffentlichte der österreich-ungarisch-britische Sprengstoffexperte und Sprengstoffhistoriker Oscar Guttmann 1904. Er fand es in der Bibliothek des Christchurch College in Oxford, nachdem er einen Hinweis bei dem Indologen Gustav Salomon Oppert in seinem Buch über Militärwesen im antiken Indien (1880) gelesen hatte.
Das Buch selbst handelt nicht von Militärtechnik, sondern wie der Titel schon ausdrückt über Regierungskunst. Die Datierung ergibt sich aus der Erwähnung des Regierungsantritts von Eduard III. (im Manuskript mit 1326 angegeben, nach heutiger Zeitrechnung 1327). Aufgrund der Feinheit der Abbildungen datierte Guttmann die Entstehung aber auf mindestens ab 1325. Die Abbildung findet sich auf der letzten Seite des Manuskripts, ohne nähere Erläuterung.
Guttmann war ein Verfechter des deutschen Ursprungs des Geschützes und vermutete, sie wären nach England mit den Truppen von Wilhelm III. gekommen, der der Ehefrau Isabelle von Eduard II. 1326 half diesen zu stürzen (sein Nachfolger Eduard III. bestieg 1327 den Thron). Das Manuskript erklärt nach Guttmann auch eine Stelle in der Biographie von Robert Bruce von John Barbour (1375), der schrieb man habe 1327 in Schottland erstmals ein neuartiges lärmendes Kriegsgerät gesehen (crakys of wer).